# Fragments (Agitation Free)
Fragments è un CD degli Agitation Free, pubblicato dall'etichetta discografica Musique Intemporelle nel 1995.

## Tracce
1. PC data track with background informations about Agitation Free
2. Someone's Secret – 16:57 (Bernhard Arndt, Mickie Duwe, Michael Günther, Michael Hoenig, Burghard Rausch, Lutz Ulbrich) – Registrato il 14 novembre 1974 al Studentenclub Eichkamp di Berlino
3. Mickey's Laugh – 10:04 (Bernhard Arndt, Michael Günther, Mickie Duwe, Lutz Ulbrich) – Registrato il 14 novembre 1974 al Studentenclub Eichkamp di Berlino
4. We Are Men – 10:08 (Bernhard Arndt, Christoph Franke, Michael Günther, Michael Hoenig, Lutz Ulbrich) – Registrato il 14 novembre 1974 al Studentenclub Eichkamp di Berlino
5. Mediterranean Flight – 3:54 (Bernhard Arndt, Gusti Lütjens, Michael Günther) – Registrato il 18 o 19 luglio 1974 al Audio Tonstudio di Berlino

Edizione CD del 2009, pubblicato dalla Revisited Records (REV 102)
- Tutti i brani composti e arrangiati da Agitation Free

1. Someone's Secret – 18:13
2. Mickey's Laugh – 10:00
3. We Are Men – 10:20
4. Mediterranean Flight – 4:03
5. Crashending – 13:31 – Bonus Track - Registrato nel dicembre 1971 al TU-Mensa di Berlino
6. Agitation Free at Work (Quicktime movie) – 11:20 – Bonus - Video filmato al Beat Studio di Berlino, Monaco ed Atene da membri della band ne 1970/'71, musica registrata dal vivo nel febbraio 1971 a Mainz (Germania)

- Le note su CD del 2009 riportano che i brani: Someone's Secret, Mickey's Laugh e We Are Men furono registrati al Final Reunion Concert di Berlino il 14 novembre 1974

## Formazione
- Lutz Ulbrich - chitarra, tastiere
- Michael Hoenig - sintetizzatore, tastiere
- Bernhard Arndt - pianoforte
- Jörg Schwenke - chitarra
- Mickie Duwe - chitarra, voce
- Gusti Lütjens - chitarra, basso
- Michael Günther - basso
- Burghard Rausch - batteria
- Christoph Franke - batteria

Note aggiuntive
- Musique Intemporelle - produttore
- Brani CD del 2000: #1, #2, #3 e #4, registrati il 14 novembre 1974 al Studentenclub Eichkamp di Berlino (Germania)
- Klaus D. Müller - ingegnere delle registrazioni
- Brano CD del 2000: #4 (Mediterranean Flight) registrato il 19 luglio 1974 al Audio Tonstudio di Berlino
- Klaus Mack - ingegnere del suono
- Brano bonus CD del 2000: #5 (Crashending) registrato nel dicembre 1971 al TU-Mensa di Berlino
- Bonus CD del 2009: #6 (Agitation Free at Work) edito da Michael Freerix, filmato al Beat Studio di Berlino, a Monaco di Baviera e Atene da Christian Kneisel e da membri della band periodo 1971/'72
- Musica contenuta nella traccia bonus  #6 del CD del 2000, registrata nel febbraio 1971 a Mainz (Germania)